# Открытый чемпионат Испании по теннису
Открытый чемпионат Испании — международный профессиональный теннисный турнир среди женщин, проводившийся в различных городах Испании между 1972-м и 2003-м годами.

## Общая информация
Международный чемпионат Испании в календаре элитного женского тура впервые появился в 1972-м году, когда в середине осени в Барселоне был организован небольшой женский турнир. В течение следующих семи лет соревнование периодически то появлялось, то исчезало из списка официальных соревнований, но постоянного места в календаре так и не обрело и после приза-1978 было надолго закрыто.
В 1985-м году чемпионат был возрождён как часть весенней грунтовой серии, теннисисток вновь приняла Барселона. Новая жизнь соревнования оказалась успешнее: в течение следующих одиннадцати лет барселонский турнир был проведён десять раз, в 1993-м году подняв свой статус до турнира 2-й категории. Рост финансовых затрат оказался неподъёмен для каталонских организаторов и в 1996-м году соревнование было переведено в Мадрид.
Финансирования, впрочем, всё равно не хватало и в 1997-м году приз вновь понизил свой статус до одной из базовых категорий. На подобном уровне соревнование продержалось в туре до 2003 года, когда было окончательно закрыто. В следующий раз лицензия WTA была выкуплена испанскими организаторами в 2007-м году, когда организаторы ещё одного барселонского турнира нашли финансирования и подняли статус своего соревнования от уровня тура ITF.

### Победители и финалисты
Во многом испанский чемпионат во второй половине своей истории проводился для того, что местные зрители смогли увидеть двух ведущих теннисисток страны того времени: Аранчу Санчес Викарио и Кончиту Мартинес. Испанки пару раз сыграли между собой в рамках одиночного турнира и дважды вместе выиграли парный турнир. Аранча в сумме выиграла 14 титулов на испанском призе (шесть в одиночном и восемь — в парном). Кроме них титулыы в Барселоне и Мадриде брала Гала Леон Гарсия (в одиночном соревновании) и Вирхиния Руано Паскуаль (в парном).
Из неиспанских теннисисток приз может похвастаться участием в титульных матчах матчах Моники Селеш, Яны Новотны, Линдсей Дэвенпорт, Ганы Мандликовой и Мартины Навратиловой.

## Финалы прошлых лет

### Одиночный разряд
| Год       | Чемпионка                 | Финалистка            | Счёт финала |
| --------- | ------------------------- | --------------------- | ----------- |
| Мадрид    |                           |                       |             |
| 2003      | Чанда Рубин               | Мария Санчес Лоренсо  | 6-4 5-7 6-4 |
| 2002      | Моника Селеш (2)          | Чанда Рубин           | 6-4 6-2     |
| 2001      | Аранча Санчес-Викарио (6) | Анхелес Монтолио      | 7-5 6-0     |
| 2000      | Гала Леон Гарсия          | Фабиола Сулуага       | 4-6 6-2 6-2 |
| 1999      | Линдсей Дэвенпорт         | Паола Суарес          | 6-1 6-3     |
| 1998      | Патти Шнидер              | Доминик ван Рост      | 3-6 6-4 6-0 |
| 1997      | Яна Новотна (2)           | Моника Селеш          | 7-5 6-1     |
| 1996      | Яна Новотна               | Магдалена Малеева     | 4-6 6-4 6-3 |
| Барселона |                           |                       |             |
| 1995      | Аранча Санчес-Викарио (5) | Ива Майоли            | 5-7 6-0 6-2 |
| 1994      | Аранча Санчес-Викарио (4) | Ива Майоли            | 6-0 6-2     |
| 1993      | Аранча Санчес-Викарио (3) | Кончита Мартинес      | 6-1 6-4     |
| 1992      | Моника Селеш              | Аранча Санчес-Викарио | 3-6 6-2 6-3 |
| 1991      | Кончита Мартинес          | Мануэла Малеева       | 6-4 6-1     |
| 1990      | Аранча Санчес-Викарио (2) | Изабель Куэто         | 6-4 6-1     |
| 1989      | Аранча Санчес-Викарио     | Хелен Келеси          | 6-2 5-7 6-1 |
| 1988      | Нейже Диас                | Беттина Фулко         | 6-3 6-3     |
| 1986      | Петра Хубер               | Лаура Гарроне         | 7-6(4) 6-0  |
| 1985      | Сандра Чеккини            | Рафаэлла Реджи        | 6-3 6-4     |
| 1978      | Гана Мандликова           | Сабина Симмондс       | 6-3 6-4     |
| 1976      | Рената Томанова           | Вирджиния Рузичи      | 3-6 6-4 6-2 |
| 1974      | Натали Фукс               | Глинис Коулз          | 7-5 8-6     |
| 1972      | Гейл Шеррифф              | Натали Фукс           | 6-1 6-4     |

### Парный разряд
| Год  | Чемпионки                                      | Финалистки                                | Счёт финала    |
| ---- | ---------------------------------------------- | ----------------------------------------- | -------------- |
| 2003 | Джилл Крейбас Лизель Хубер                     | Рита Гранде Анджелик Виджайя              | 6-4 7-6(6)     |
| 2002 | Мартина Навратилова (2) Наталья Зверева        | Россана де лос Риос Аранча Санчес-Викарио | 6-2 6-3        |
| 2001 | Вирхиния Руано Паскуаль (2) Паола Суарес (2)   | Лиза Реймонд Ренне Стаббс                 | 7-5 2-6 7-6(4) |
| 2000 | Лиза Реймонд Ренне Стаббс                      | Гала Леон Гарсия Мария Санчес Лоренсо     | 6-1 6-3        |
| 1999 | Вирхиния Руано Паскуаль Паола Суарес           | Мария-Фернанда Ланда Марлен Вайнгартнер   | 6-2 0-6 6-0    |
| 1998 | Флоренсия Лабат Доминик ван Рост               | Рэйчел Маккуиллан Николь Пратт            | 6-3 6-1        |
| 1997 | Мэри-Джо Фернандес Аранча Санчес-Викарио (8)   | Инес Горрочатеги Ирина Спырля             | 6-3 6-2        |
| 1996 | Яна Новотна (2) Аранча Санчес-Викарио (7)      | Сабина Аппельманс Мириам Ореманс          | 7-6(4) 6-2     |
| 1995 | Лариса Савченко (2) Аранча Санчес-Викарио (6)  | Мариан де Свардт Ива Майоли               | 7-5 4-6 7-5    |
| 1994 | Лариса Савченко Аранча Санчес-Викарио (5)      | Жюли Алар Натали Тозья                    | 6-2 6-4        |
| 1993 | Кончита Мартинес (2) Аранча Санчес-Викарио (4) | Магдалена Малеева Мануэла Малеева         | 4-6 6-1 6-0    |
| 1992 | Кончита Мартинес Аранча Санчес-Викарио (3)     | Натали Тозья Юдит Визнер                  | 6-4 6-1        |
| 1991 | Мартина Навратилова Аранча Санчес-Викарио (2)  | Натали Тозья Юдит Визнер                  | 6-1 6-3        |
| 1990 | Мерседес Пас Аранча Санчес-Викарио             | Сабрина Голеш Патрисия Тарабини           | 6-7(7) 6-1 6-1 |
| 1989 | Яна Новотна Тина Шойер-Ларсен                  | Аранча Санчес-Викарио Юдит Визнер         | 6-2 2-6 7-6(3) |
| 1988 | Ива Бударжова (2) Сандра Вассерман             | Анна-Карин Олссон Мария-Хосе Льорка       | 1-6 6-3 6-2    |
| 1986 | Ива Бударжова Катрин Танвье                    | Петра Хубер Петра Кеппелер                | 6-2 6-1        |
| 1985 | Петра Делхис Пат Медраду                       | Пенни Барг Адриана Вильягран              | 6-1 6-0        |
| 1976 | Флоренца Михай Вирджиния Рузичи                | Натали Фукс Мишель Гурдал                 | 6-2 6-4        |
| 1972 | Гейл Шеррифф Натали Фукс                       | Мишель Гурдал Моника ван Авер             | 6-4 6-2        |